# Ewa Okoń-Horodyńska
Ewa Teresa Okoń-Horodyńska (ur. 3 maja 1950 w Tychach) – polska ekonomistka i urzędniczka państwowy, profesor nauk ekonomicznych o specjalności: mikro- i makroekonomia, przedsiębiorczość, innowacje, Foresight, polityka ekonomiczna, ekonomia innowacji. W latach 2003–2004 podsekretarz stanu w Ministerstwie Nauki i Informatyzacji.

## Życiorys
Ukończyła studia ekonomiczne. W 1990 obroniła na Akademii Ekonomicznej im. Karola Adamieckiego w Katowicach pracę habilitacyjną Człowiek i motywacje postępu w koncepcji reformy gospodarczej. 18 listopada 2002 otrzymała tytuł profesora nauk ekonomicznych.
Specjalizuje się w ekonomii politycznej, polityce ekonomicznej, mikroekonomii i makroekonomii. Była pracownikiem naukowym Akademii Ekonomicznej w Katowicach, Wyższej Szkoły Zarządzania i Nauk Społecznych w Tychach (gdzie od 1997 jako pierwsza piastowała stanowisko rektora), Instytutu Organizacji i Zarządzania w Przemyśle „Orgmasz” oraz Centrum Badań Przedsiębiorczości i Zarządzania PAN. Została kierownikiem Katedry Ekonomii i Innowacji w Instytucie Ekonomii, Finansów i Zarządzania na Wydziale Zarządzania i Komunikacji Społecznej Uniwersytetu Jagiellońskiego. Stypendystka i wykładowca na uczelniach europejskich i amerykańskich (m.in. Centre national de la recherche scientifique, University of Sussex, University of Dundee, University of Birmingham i University of Washington). Zasiada w Polskiej Akademii Nauk jako członek Komitetu Prognoz „Polska 2000 Plus” i przewodnicząca Komitetu Naukoznawstwa. Jest autorką ponad 130 publikacji naukowych w języku polskim i angielskim.
Została przewodniczącą rady programowej Instytutu Wiedzy i Innowacji i członkiem rady naukowej czasopisma „Hybryda”. Była przewodniczącą rady naukowej Polskiego Towarzystwa Ekonomicznego. Kierowała projektami unijnymi, m.in. w ramach Sci-Tech-Phare, Programu Leonardo da Vinci i 5. Programu Ramowego UE (BASIC). Była podsekretarzem stanu w Ministerstwie Nauki i Informatyzacji w rządach Leszka Millera i Marka Belki od 17 kwietnia 2003 do 21 czerwca 2004. Należała też do Komitetu Badań Naukowych Rady Ministrów.

## Życie prywatne
Była zamężna z Janem (zm. 2017), jest matką modelki i stylistki telewizyjnej Joanny.

## Odznaczenia
- Krzyż Kawalerski Orderu Odrodzenia Polski (2011)[10]